# Pakeha subtecta
Pakeha subtecta là một loài nhện trong họ Amaurobiidae.
Loài này thuộc chi Pakeha. Pakeha subtecta được miêu tả năm 1973 bởi Raymond Robert Forster & Wilton.